# Орден святого апостола Андрія Первозваного (Російська Федерація)
Це стаття про державну нагороду Російської Федерації. Про орден Російської імперії див.: Орден Андрія Первозваного.
Орден Святого апостола Андрія Первозваного (рос. орден Святого апостола Андрея Первозванного) — державна нагорода Російської Федерації.

## Історія нагороди
- 1 липня 1998 року указом Президента Російської Федерації Б. Н. Єльцина було постановлено відновити орден Святого апостола Андрія Первозваного[1].
- Указом Президента Російської Федерації від 7 вересня 2010 року № 1099 «Про заходи щодо вдосконалення державної нагородної системи Російської Федерації»[2] затверджені нині діючі статут та опис ордену.

## Статут ордена
1. Орденом Святого апостола Андрія Первозваного нагороджуються видатні державні і громадські діячі, видатні представники науки, культури, мистецтва і різних галузей економіки за виняткові заслуги, що сприяють процвітанню, величі і славі Росії.
2. Орденом Святого апостола Андрія Первозваного можуть бути нагороджені за видатні заслуги перед Російською Федерацією голови (керівники) зарубіжних держав.
3. Знак ордена Святого апостола Андрія Первозваного носиться на орденському ланцюзі або на плечовій стрічці. При носінні знаку ордена Святого апостола Андрія Первозваного на плечовій стрічці вона проходить через праве плече.
4. Носіння знака ордена Святого апостола Андрія Первозваного на орденському ланцюзі здійснюється, як правило, в особливо урочистих випадках або за наявності у нагородженого ордена Святого Георгія I ступеня.
Зірка ордена Святого апостола Андрія Первозваного носиться на лівій стороні грудей і розташовується нижче орденів, що носяться на колодках.
5. Нагородженим за відмінності в бойових діях вручаються знак і зірка ордена Святого апостола Андрія Первозваного з мечами.
6. При носінні стрічки ордена Святого апостола Андрія Первозваного на планці вона розташовується вище інших орденських стрічок.
7. При носінні стрічки ордена Святого апостола Андрія Первозваного у вигляді розетки вона розташовується на лівій стороні грудей вище інших орденських стрічок у вигляді розеток.
8. Після вручення нагородженому ордена Святого апостола Андрія Первозваного Управління справами Президента Російської Федерації забезпечує виготовлення портрета нагородженого орденом.
Портрет нагородженого орденом Святого апостола Андрія Первозваного виставляється в Державному центральному музеї сучасної історії Росії.

## Опис ордена
Орден Святого апостола Андрія Первозваного має знак і зірку.
Знак ордена — косий хрест зі срібла з позолотою, покритий синьою емаллю, із зображенням на ньому постаті розп'ятого Святого апостола Андрія Первозваного. На кінцях хреста — золоті літери «S», «А», «Р», «R» (Sanctus Andreas Patronus Russiae — Святий Андрій Покровитель Росії). Хрест накладено на рельєфну позолочену фігуру двоголового орла, увінчаного трьома коронами, з'єднаними покритою синьою емаллю стрічкою, що підтримує лапами нижні кінці хреста. На зворотному боці знака, на грудях орла, розміщена покрита білою емаллю стрічка. На стрічці прямими, покритими чорною емаллю літерами написано девіз ордена: «ЗА ВЕРУ И ВЕРНОСТЬ», під стрічкою — номер знака. Знак прикріплений до орденської стрічки за допомогою вушка на зворотному боці середньої корони. Заввишки знак — 86 мм, ширина — 60 мм.
Стрічка ордена шовкова, муарова, блакитного кольору, шириною 100 мм.
Зірка ордена срібна, восьмипроменева. У центрі зірки, в круглому медальйоні, покритому червоною емаллю, — рельєфне позолочене зображення двоголового орла, увінчаного трьома коронами; на грудях орла — зображення вкритого синьою емаллю Андріївського (косого) хреста. Навколо медальйона — покрита синьою емаллю облямівка з позолоченою окантовкою. На каймі прямими позолоченими літерами написано девіз ордена: «ЗА ВЕРУ И ВЕРНОСТЬ». У нижній частині кайми — зображення двох схрещених лаврових гілок, покритих зеленою емаллю і перев'язаних позолоченою стрічкою. Відстань між кінцями протилежних променів зірки — 82 мм. На зворотному боці зірки, у нижній частині, — номер зірки ордена. Зірка за допомогою шпильки кріпиться до одягу.
Орденський ланцюг складається з 17 ланок трьох видів: позолоченого зображення Державного герба Російської Федерації у вигляді двоголового орла, що має на грудях щит круглої форми з виконаним кольоровими емалями вершником, вражаючим списом дракона; увінчаного короною і обрамленого військової арматурою картуша, покритого синьою емаллю, у центрі якого поміщений позолочений накладений вензель Петра I; позолоченою розетки у вигляді сяйва з покритим червоною емаллю медальйоном. Через середину розетки проходить синій Андріївський (косой) хрест, між кінцями якого вміщено літери «S», «А», «Р», «R». Ланки ланцюга з'єднані кільцями. Ланцюг виконано зі срібла з позолотою з використанням гарячих емалей.
Для нагороджених за відмінності у бойових діях до знаку і зірки ордена приєднуються два перехрещені позолочені мечи. На знаку ордена вони розташовуються під середньої короною над двоголовим орлом. Довжина кожного меча — 47 мм, ширина — 3 мм. На зірці ордена вони розташовуються на діагональних променях зірки, під її центральним медальйоном. Довжина кожного меча — 54 мм, ширина — 3 мм.
Стрічка ордена на форменому одязі носиться на планці заввишки 12 мм, ширина стрічки — 45 мм. Для нагороджених за відмінності у бойових діях на стрічці додатково розташовуються два мініатюрних перехресних позолочених меча.
Стрічка ордена на цивільному одязі носиться у вигляді розетки. Діаметр розетки — 18 мм.
Для нагороджених за відмінності у бойових діях на стрічці у вигляді розетки додатково розташовуються два мініатюрних перехресних позолочених меча, що не виходять своїми розмірами за межі розетки.

## Кавалери ордена

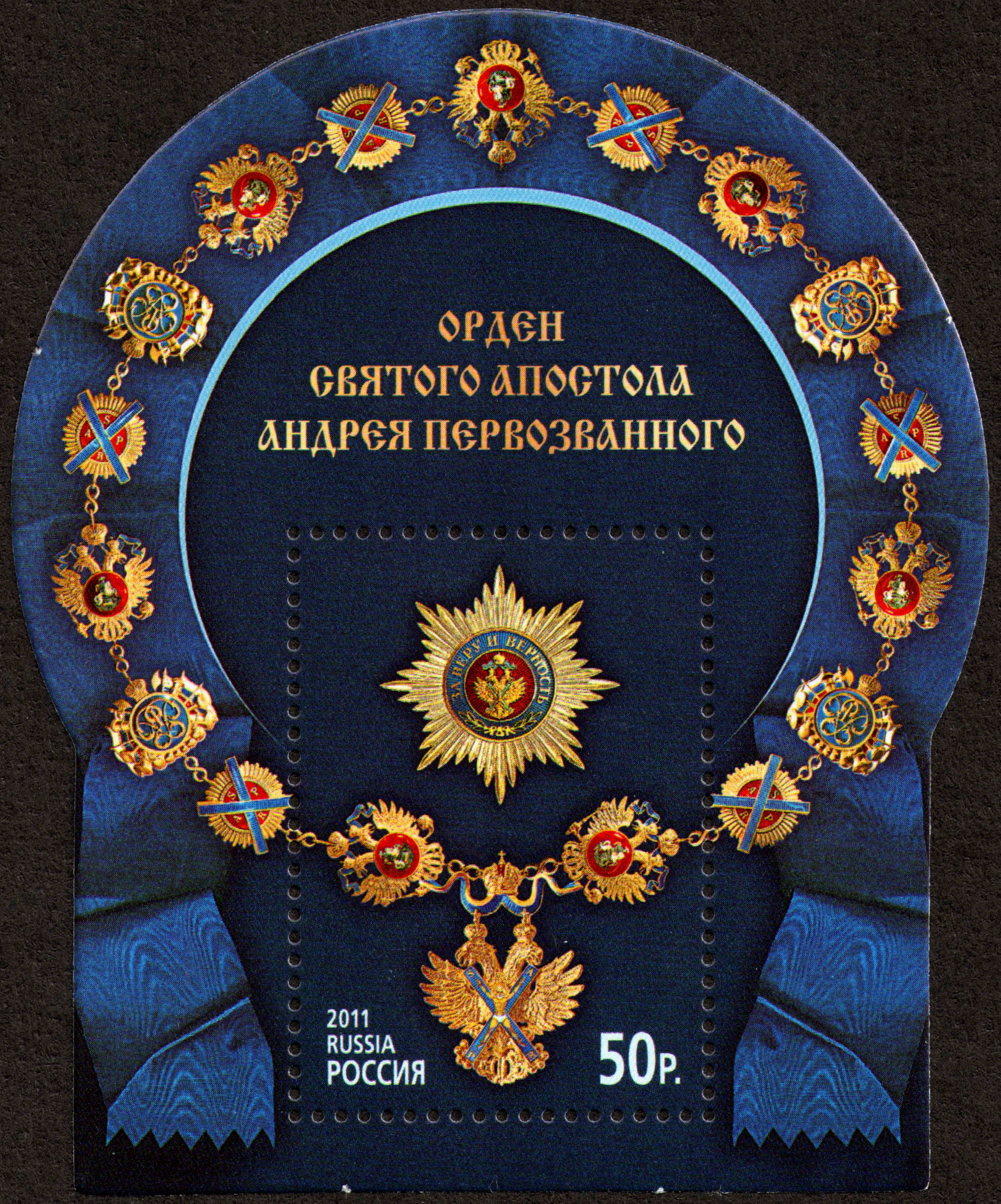
Поштовий блок Росії, 2011 рік

1. Ліхачов Дмитро Сергійович (30 вересня 1998)[3]
2. Калашников Михайло Тимофійович (7 жовтня 1998)[4]
3. Нурсултан Назарбаєв (11 жовтня 1998)[5] —  Казахстан
4. Солженіцин Олександр Ісайович (11 грудня 1998)[6] — від нагороди відмовився[7]
5. Алексій II (19 лютого 1999)[8]
6. Шумаков Валерій Іванович (3 листопада 2001)[9]
7. Алієва Фазу Гамзатовна (11 грудня 2002)[10]
8. Гейдар Алієв (10 травня 2003)[11] —  Азербайджан
9. Петровський Борис Васильович (4 червня 2003)[12]
10. Гамзатов Расул Гамзатович (8 вересня 2003)[13]
11. Зикіна Людмила Георгіївна (12 червня 2004)[14]
12. Архипова Ірина Костянтинівна (2 січня 2005)[15]
13. Михалков Сергій Володимирович (13 березня 2008)[16]
14. Гранін Данило Олександрович (28 грудня 2008)[17]
15. Горбачов Михайло Сергійович (2 березня 2011)[18]
16. Шойгу Сергій Кужугетович (квітень 2014, указ про нагородження не був оприлюднений; нагороджений орденом з мечами)[19]
17. Григорович Юрій Миколайович (26 січня 2017)[20]